# Urio (re)
Urio (in latino Urius e in tedesco Ur) (... – fl. 359) fu un re di un gau alemanno nel IV secolo.
Lo scrittore romano Ammiano Marcellino riferisce che il cesare Giuliano attraversò il Reno vicino a Magonza nel 359 e concluse trattati di pace con i re alemanni Urio, Hariobaudo, Macriano, Vadomario, Ursicino e Vestralpo dopo che tutti i prigionieri furono restituiti.